# Jaime Milans del Bosch

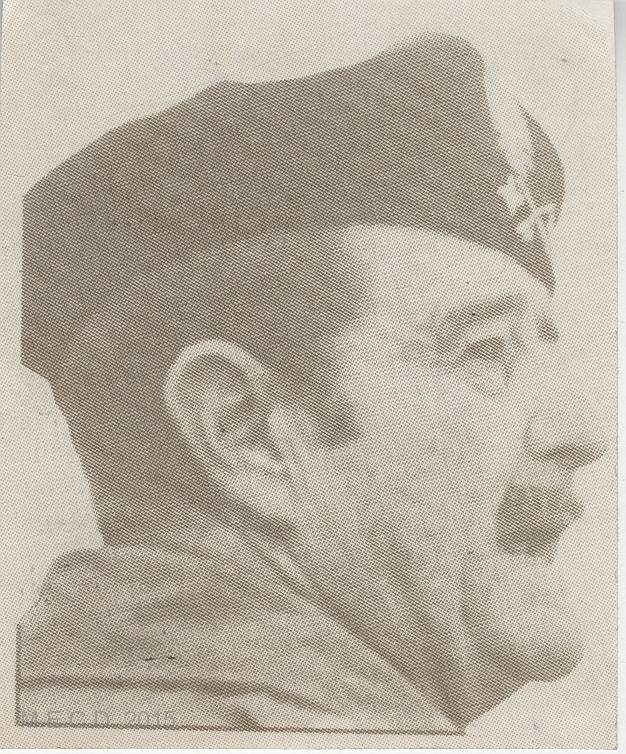
Jaime Milans del Bosch, zwischen 1979 und 1983

Jaime Milans del Bosch y Ussía (* 8. Juni 1915 in Madrid; † 26. Juli 1997 ebenda) war ein spanischer Generalleutnant.

## Leben
In eine Familie mit langer Militärtradition geboren, kämpfte Jaime Milans del Bosch y Ussía im Spanischen Bürgerkrieg als Offizier auf Seiten der aufständischen Armee gegen die demokratisch gewählte republikanische Regierung.
International wurde er durch die Beteiligung an einem versuchten Militärputsch in Spanien am 23. Februar 1981 bekannt (23-F). An diesem Tag stürmte der Oberstleutnant der Guardia Civil Antonio Tejero in Madrid das spanische Parlament während der Abstimmung über die Wahl zum Ministerpräsidenten von Leopoldo Calvo Sotelo. Kurz danach verhängte Milans del Bosch in Valencia den Ausnahmezustand und ließ in den Straßen Panzer auffahren. Zugleich gab er in Valencia eine allgemeine Mobilmachung bekannt.
Er nahm als einer von zwei Generälen – neben Alfonso Armada – an dem Putsch teil. König Juan Carlos I., der sich der Unterstützung durch das restliche Militär versichert und dies in einer Fernsehansprache kundgetan hatte, befahl Milans del Bosch telefonisch, seine Truppen in die Kasernen zurückzuziehen. Daraufhin musste Milans del Bosch am Morgen des 24. Februar aufgeben.
Am 8. März 1981 begann gegen ihn vor einem Militärgericht der Prozess, der mit dem Urteilsspruch am 3. Juni 1982 endete. Milans del Bosch nahm vor Gericht vergebens für sich in Anspruch, aus „patriotischem Verantwortungsbewusstsein“ gehandelt zu haben. Er wurde zu 30 Jahren Haft verurteilt, jedoch bereits nach 9 Jahren wieder freigelassen. Er starb 1997 an einem Gehirntumor.